# Karl M. Johnson
Karl Mckibben Johnson (* 14. Mai 1929 in Terre Haute, Indiana; † 10. Oktober 2023 in Tallahassee, Florida) war ein US-amerikanischer Virologe.

## Leben
Johnson studierte an der University of Rochester Medizin. Nach zweijähriger Tätigkeit in der Inneren Medizin am NewYork-Presbyterian Hospital arbeitete er ab 1958 als Postdoktorand bei Robert M. Chanock am National Institute of Allergy and Infectious Diseases (NIAID) zu verschiedenen respiratorischen Viren. Johnson arbeitete ab 1962 (ab 1964 als Direktor) 13 Jahre lang an einem Labor der National Institutes of Health in der Panamakanalzone und später für die Centers for Disease Control and Prevention (CDC) in Afrika und Korea. In Atlanta etablierte er für die CDC das erste Level-4-Labor (siehe Biologische Schutzstufe#Schutzstufe 4). Nach dem Eintritt in den Ruhestand arbeitete Johnson noch für die pharmazeutische Industrie und war Adjunct Professor an der University of New Mexico. 1984/85 war er Präsident der American Society of Tropical Medicine and Hygiene, deren Bailey K. Ashford Award er zuvor erhalten hatte.
Für die CDC isolierte und benannte Johnson das Ebolavirus und das Machupo-Virus und trug wesentlich zur Entdeckung des ersten bekannten Hantavirus bei, des Hantaan-Virus. Er arbeitete zur Übertragbarkeit von Zoonosen vom Tier zum Menschen und zu verschiedenen Virostatika.
Seit 2021 zählte ihn der Medienkonzern Clarivate (gemeinsam mit Lee Ho-wang) aufgrund der Zahl seiner Zitierungen zu den Favoriten auf einen Nobelpreis (Clarivate Citation Laureates).